# اوچوگان-آسانوو
اوچوگان-آسانوو (انگلیسی: Uchugan-Asanovo) یک شهرک در شهرستان استرلیباشفسکی استان باشقیرستان کشور روسیه است.